# バウナタール
バウナタール (ドイツ語: Baunatal, ドイツ語発音: [ˈba͜unataːl]) は、ドイツ連邦共和国ヘッセン州カッセル郡に属す中規模都市である。この街は、1957年のフォルクスワーゲンの工場進出に伴い、かつて独立した市町村であったアルテンバウナ、アルテンリッテ、キルヒバウナ、グローセンリッテ、ヘルティングスハウゼン、レンガースハウゼン、グンタースハウゼンが合併して成立した。

## 地理

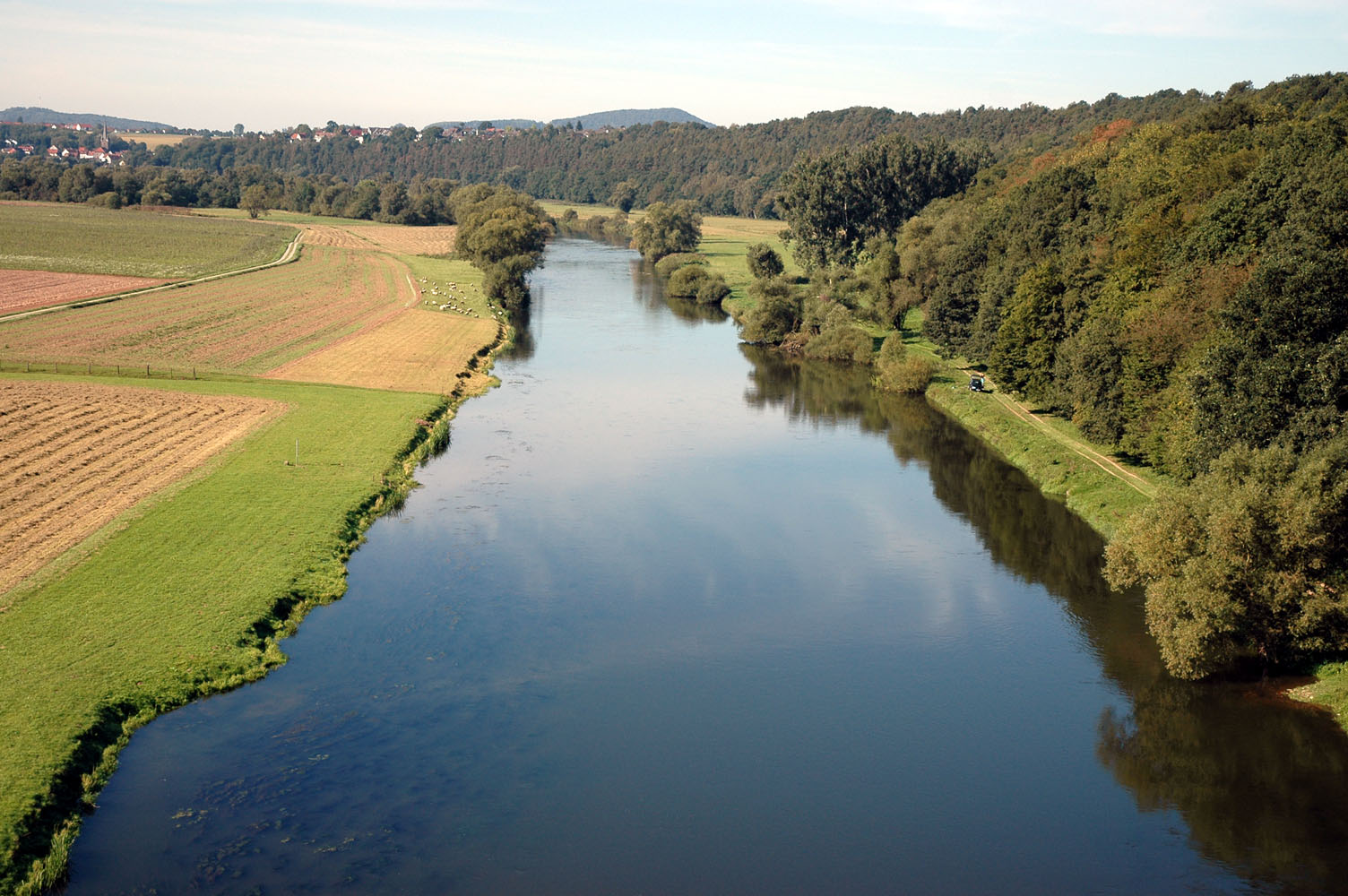
グンタースハウゼン区近郊を流れるフルダ川

### 位置
この街はカッセルの南、フルダ川の谷の西側に位置している。町域の西と北西はランゲンベルク連山（西）を含むハービヒツヴァルト山地（ハービヒツヴァルト自然公園）があり、北はホーエン・ハービヒツヴァルトの支脈であるバウンスベルク（海抜 413.4 m）がある。これらの山の西、南、東斜面に居住地がある。北西から南東に街の名前の由来となったバウナ川が流れている。この川はグンタースハウゼン地区近郊で、南から流れてきたフルダ川に左岸側から合流する。この合流点から南南西のほど近いエーダーミュンデ＝グリフテ近郊でエーダー川がフルダ川に注いでいる。バウナタール市内では西から流れてきたリュッツェル川とライゼル川がバウナ川に合流する。アルテンリッテ市区のやや北西のバウナ川沿いに市立の洪水防止のための貯水池ポルダー・シェッファーフェルトがある。

### 隣接する市町村
バウナタールは、北はシャウエンブルク（カッセル郡）と郡独立市カッセル、東はフルダブリュック（カッセル郡）、南東はグックスハーゲン、南はエーダーミュンデ、西はニーデンシュタイン（この3市町村はシュヴァルム＝エーダー郡）と境を接する。

## 歴史
バウナタール市は、以前は独立した市町村であったアルテンバウナ、アルテンリッテ、グローセンリッテ、グンタースハウゼン、ヘルティングスハウゼン、キルヒバウナ、レンガースハウゼンが合併して成立した。
フォルクスワーゲンAGのカッセル・フォルクスワーゲン工場は1957年に現在のアルテンバウナ市区の旧ヘンシェル飛行機工場跡に進出した。1959年にはすでにフォルクスワーゲンは生産を開始し、その1年後にはアルテンバウナの工場に6,000人以上の労働者が働いていた。
アルテンバウナの極めて急速な発展に伴い、これに対応した社会資本の整備が必要となった。そこで1964年1月1日に、それまで独立した町村であったアルテンバウナ、アルテンリッテ、キルヒバウナが合併して当時の新自治体バウナタールが成立した。
続いて1966年7月1日にバウナタールとグローセンリッテが合併した。さらにヘッセン州政府はこの新たに成立した自治体に都市権を授けた。書面はヘッセン州内務大臣ハインリヒ・シュナイダーによってもたらされた。これによってバウナタール市が誕生した。初代市長はホルスト・ヴェルナーであった。この時点での新生バウナタールの人口はすでに11,705人であった。同時点でフォルクスワーゲンの工場には13,400人以上の従業員を雇用していた。
1971年10月1日、ヘルティングスハウゼンがバウナタールに合併した。さらに1972年8月1日にはブーヒェンハーゲンが合併した。ブーヒェンハーゲンは、以前にグンタースハウゼンとレンガースハウゼンが合併して形成された町であった。これにより、バウナタールの人口は19,300人となった。現在（2023年12月31日）のバウナタールの人口は28,298人である。

## 宗教
宗教改革以前、バウナタールはカッセルと同様、マインツ大司教区に属していた。
現在は、住民の大部分がプロテスタントである。この街には8つのプロテスタント教会の他、1つのカトリック教会組織が存在している。これは18世紀にカトリックの神事が再び許された事による。
この他に、バプテスト、独立福音派ルター教会、新使徒派教会、エホバの証人、さらには仏教系の宗教サークルもある。

## 行政

### 市議会
バウナタールの市議会は45議席からなる。

### 市長
1966年7月1日以降の市長を列記する。
- ホルスト・ヴェルナー
- マルティン・ヘッセ
- ハンス・ヨアヒム・ピオホ
- ハインツ・グレナッハー
- マンフレート・シャウプ
- マヌエル・シュトルーベ

### 姉妹都市
バウナタールは以下の街と姉妹都市協定を結んでいる。
- ヴィール（フランス、カルヴァドス県）1983年
- ザンガーハウゼン(Sangerhausen)（ドイツ、ザクセン＝アンハルト州）1990年
- サン・セバスティアン・デ・ロス・レイエス（スペイン、マドリード州）1990年
- ヴルフラビー(Vrchlabí)（チェコ、フラデツ・クラーロヴェー州）1991年

## 文化と見所

### 博物館

#### 市立博物館
市立博物館は、アルテンリッテのミューレンヴェク4番地にある。この博物館は、20世紀を中心とするバウナタールの歴史を紹介している。最初の鉄道建設、軍需企業ヘンシェル飛行機製作所 GmbH の移転、国家社会主義時代の日常、近代的な自治体への都市計画上の発展に繋がる1966年7月1日バウナタール市の成立などである。また、緑に囲まれた、若々しく進歩的な現在のバウナタールが映像で紹介されている。

#### 郷土博物館ヘッセンシュトゥーベ
この郷土博物館は、アルテンリッテのリッター通り1番地にある。この博物館は19世紀後半から1930年代にかけての農業や手工業が主であった頃のバウナタールの村の生活や仕事について紹介している。小作の下級農家や手工業者の日用品が展示されている。2階には、居室兼寝室、台所、脱穀場が当時の生活環境を示している。下層には、手工業者の例として、古い機械や道具を作る鍛冶屋が展示されている。靴職人の工房や家具職人・旋盤工の工房が、靴や家具が手作りされていた時代の村の手仕事の様子を活写する。機織り部屋は、アマを加工するために使われた手動式の織機や用具を展示している。

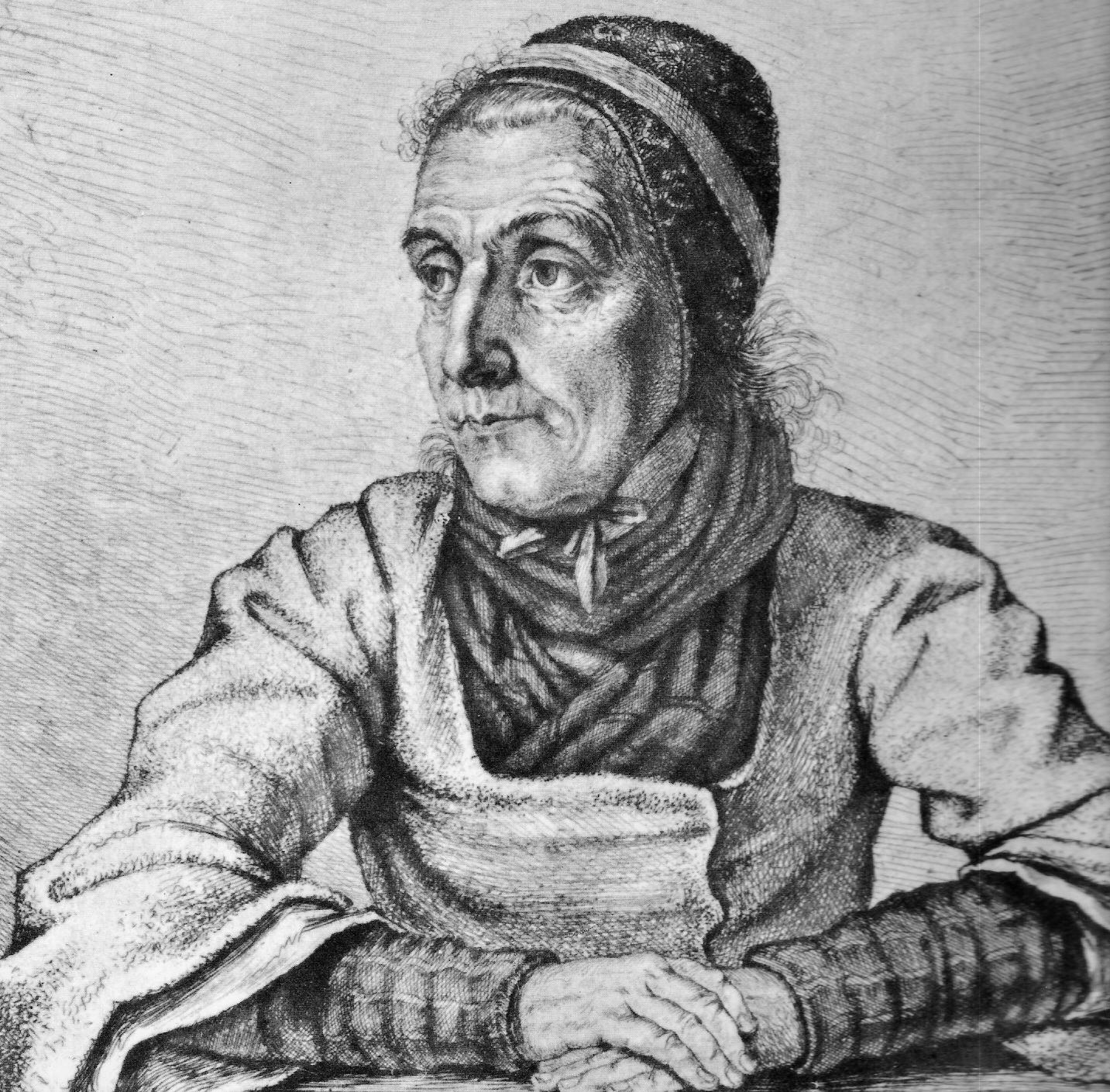
グリム兄弟にメルヘンの原型を語ったドロテア・フィーマン

#### メルヘンの語り部の生家
メルヘンの語り部ドロテア・フィーマン（生まれたときの名前はカタリーナ・ドロテア・ピーアソン、1755年11月8日）の生家はドイツ・メルヘン街道の一部となっている。彼女はグリム兄弟のメルヘン収集の重要な語り手であった。彼女が語ったメルヘンは、特に『子供と家庭の童話集』第2版に収録され公刊された。

#### 文化財
バウナタール＝グローセンリッテ区のヒュンシュタインは北ヘッセンの文化財である。この珪岩のメンヒル（有史以前の立石遺跡）は、紀元前4 - 3世紀の宗教上の集会場の中心であった。

### サークル、協会
- DLRG バウナタール e.V. （DLRG = Deutsche Lebens-Rettungs-Gesellschaft: ドイツ・ライフセーバー協会）は約 600 人の会員を擁する北ヘッセン最大の地方支部である。DLRG バウナタールは、ヘッセン州最大のライフセービング大会であるバウナ＝エーダー杯を主催しており、2005年の大会にはドイツ全土から 38 グループ、約100人が参加した。
- KSV バウナタールと GSV アイントラハト・バウナタールはバウナタール市で最も大きなスポーツクラブである。
- ペンギン・バウナタールは IHDブンデスリーガ（インラインスケート）で活動するクラブで、バウナタールを本拠地としている。このクラブは GSV アイントラハト・バウナタールと KSV バウナタールが共同で運営している。
- ドイツ・アマチュア無線クラブ e.V. は、ドイツのライセンスを持つアマチュア無線家のサークルである。このクラブはバウナタール・アマチュア無線センターを運営している。

## 経済と社会資本

### 地元企業
この街の、そして北ヘッセン地方で最大の雇用主はフォルクスワーゲンの工場で、年間300万台のオートマチックトランスミッション装置を製造している。軽金属のギアボックスは鋳造炉や圧力ガスによる工作機械で組み立てられる。マフラー工場では、約13,000人の従業員が触媒装置、ディーゼル微粒子フィルターの製造やプレス部門で働いている。また、フォルクスワーゲン工場のための数多くの部品納入業者や輸送会社がバウナタールにある。さらには、Volkswagen Original Teile Logistik（フォルクスワーゲングループの流通企業）の本社がある。この会社は5つの流通センターに13,000人の従業員を擁するが、そのうちの2,500人がバウナタールの本社に勤めている。
バウナタールは、ビール製造業者 Hütt の所在地でもある。

### 交通
バウナタールは連邦アウトバーン A7号線、A44号線、A49号線に面しており、バスと路面電車によってカッセルへの連絡が確保されている。レンガースハウゼン区とグンタースハウゼン区には駅がある。この駅には近郊列車の他に、カッセル・レギオトラムの列車も停車する。このトラムはマイン＝ヴェーザー線やフリードリヒ＝ヴィルヘルムス北線に接続する。分岐駅であるバウナタール＝グンタースハウゼン駅はこの路線の開業時から存在する駅である。駅舎は、クアヘッセン国営鉄道の初代ジェネラルディレクターであったユリウス・オイゲン・ルールの設計に基づいて建設された。

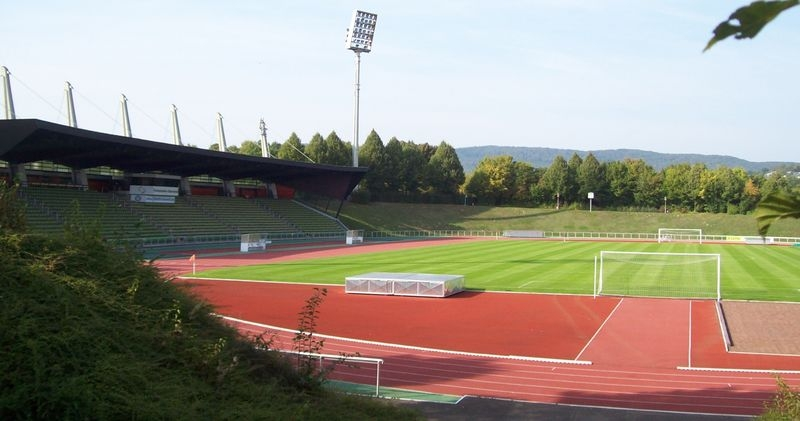
アルテンバウナ区のパークスタジアム

### 公共施設
- バウナタール市立ホールは学会・会議センターで、音楽やイベントの催事場である。このホールは800席（追加席により1000席まで拡張可能）である。展示会やメッセには、広さ 1,500 m2 の会場を使うことができる[5]。
- アクアパーク・バウナタールは北ヘッセン地域最大の屋外プールである。このプールにはレクリエーションプールとスポーツプールがある。スポーツプールには天候によって開閉可能な屋根がある。レクリエーションプールは水泳用と非水泳用の水槽がある。また、飛び込み用のプール、様々なマッサージ施設を含むプール以外の施設もある。さらに 80 m のウォータースライダーが2本ある[6]。
- バウナタールの中心であるアルテンバウナ区のバウナタール市立公園は、広さ 50 ha のスポーツ・レクリエーションパークである。公園の敷地内には体育館や屋内テニス場、屋外プール、屋内プールもある。さらには照明施設の付いたパークスタジアムや運動場、遊技公園、幼稚園、青少年センター、テオドール・ホイス・シューレや、様々なスポーツを楽しむことができる KSV シュポルトヴェルトがある。バウナ川に沿ったバウナタール彫刻の小径といった見所もある。

### 教育
- エーリヒ・ケストナー・シューレ、総合学校
- テオドール・ホイス・シューレ、共同総合学校
- ランゲンベルクシューレ、グローセンリッテ区の基礎課程学校
- ブリューダー・グリム・シューレ、レンガースハウゼン区の基礎課程学校
- フリードリヒ・エーバート・シューレ、アルテンバウナ区の基礎課程学校
- 市立公園基礎課程学校、アルテンバウナ区
- バウナタール音楽学校 e.V.
- バウンスベルクシューレ、学習困難児のための養護学校、特殊教育に関する相談・支援センターがある。

## 人物

### 出身者
- ドロテア・フィーマン（1755年 - 1815年）メルヘンの語り部、グリム兄弟のメルヘン採集における最も重要な語り手の一人である。

## 引用
1. 1 2  Hessisches Statistisches Landesamt: Bevölkerung in Hessen am 31.12.2023 (Landkreise, kreisfreie Städte und Gemeinden, Einwohnerzahlen auf Grundlage des Zensus 2011)]
2. ↑  Max Mangold, ed (2005). Duden, Aussprachewörterbuch (6 ed.). Dudenverl. p. 190. ISBN 978-3-411-04066-7
3. ↑  市議会議員選挙結果
4. ↑  姉妹都市 Archived 2010年9月3日, at the Wayback Machine.
5. ↑  バウナタール市立ホール
6. ↑  Internetpräsenz アクアパーク・バウナタール